# ストレート・ライフ
『ストレート・ライフ』は、1987年にリリースされた甲斐よしひろの初のオリジナル・アルバム。

## 背景
甲斐バンド解散後、ソロとしてリリースしたオリジナル・アルバムで、初盤のみシリアルナンバーが印字されていた。
甲斐バンド時代とは打って変わり、打ち込みやサンプリングをフィーチャーした作品となっている。また、ミックスはニューヨークで行われ、ミキシング・エンジニアはジェイソン・カーサロが担当した。
2003年11月5日にユニバーサルミュージックより、デジタルリマスター盤『ストレート・ライフ (+3)』としてボーナス・トラックを追加収録し再発売された。

## 制作
甲斐バンドのアルバム『ラヴ・マイナス・ゼロ』のレコーディングと同時期に制作が始まっており、先行シングルである『冷血（コールド・ブラッド）』と、シングルカット曲の『ラヴ・マイナス・ゼロ』は、ソロ用の楽曲としてスタジオミュージシャンによる演奏でレコーディングを終えていた。しかし、甲斐バンドのメンバー大森信和が脱退を申し出たことにより甲斐はバンド自体の解散を考え、この2曲を急遽バンド用にレコーディングし直したという。そのため、2曲のソロテイクを収録した未発表の『ストレート・ライフ』完全盤が存在する。
ちなみに本作収録の『イエロー・キャブ』もこの時期に作られ、『ラヴ・マイナス・ゼロ』に収録予定だったがデモの制作段階で「甲斐バンド向きではない」との判断で収録を見送ったという経緯がある。また、同じような経緯で本作収録の『レイン』も甲斐バンドの『GOLD/黄金』のレコーディングセッションにおいて"甲斐バンドバージョン"のデモが制作されている。この2曲の"甲斐バンドバージョン"のデモ音源は、後に発表された甲斐のデビュー25周年記念CD-BOX『HIGHWAY 25』で聴くことが出来る。

## 収録曲

### アナログ盤
| 全作詞・作曲: 甲斐よしひろ、全編曲: 椎名和夫。 |                        |              |              |      |
| #                                              | タイトル               | 作詞         | 作曲・編曲   | 時間 |
| 1.                                             | 「イエロー・キャブ」   | 甲斐よしひろ | 甲斐よしひろ | 7:15 |
| 2.                                             | 「ブルー・シティ」     | 甲斐よしひろ | 甲斐よしひろ | 5:11 |
| 3.                                             | 「電光石火BABY」       | 甲斐よしひろ | 甲斐よしひろ | 4:22 |
| 4.                                             | 「クール・イブニング」 | 甲斐よしひろ | 甲斐よしひろ | 5:12 |
| 合計時間:                                      | 合計時間:              | 22:00        |              |      |

| #         | タイトル                                             | 作詞  | 作曲・編曲 | 時間 |
| --------- | ---------------------------------------------------- | ----- | ---------- | ---- |
| 1.        | 「レイン」                                           |       |            | 6:25 |
| 2.        | 「夜にもつれて」                                     |       |            | 2:52 |
| 3.        | 「モダン・ラブ」                                     |       |            | 4:33 |
| 4.        | 「441 WEST 53rd ST. －エキセントリック・アベニュ－」 |       |            | 5:54 |
| 合計時間: | 合計時間:                                            | 19:44 |            |      |

### ストレート・ライフ (+3)
| 全作詞・作曲: 甲斐よしひろ、全編曲: 椎名和夫。 |                                                      |              |              |      |
| #                                              | タイトル                                             | 作詞         | 作曲・編曲   | 時間 |
| 1.                                             | 「イエロー・キャブ」                                 | 甲斐よしひろ | 甲斐よしひろ | 7:15 |
| 2.                                             | 「ブルー・シティ」                                   | 甲斐よしひろ | 甲斐よしひろ | 5:11 |
| 3.                                             | 「電光石火BABY」                                     | 甲斐よしひろ | 甲斐よしひろ | 4:22 |
| 4.                                             | 「クール・イブニング」                               | 甲斐よしひろ | 甲斐よしひろ | 5:12 |
| 5.                                             | 「レイン」                                           | 甲斐よしひろ | 甲斐よしひろ | 6:25 |
| 6.                                             | 「夜にもつれて」                                     | 甲斐よしひろ | 甲斐よしひろ | 2:52 |
| 7.                                             | 「モダン・ラブ」                                     | 甲斐よしひろ | 甲斐よしひろ | 4:33 |
| 8.                                             | 「441 WEST 53rd ST. －エキセントリック・アベニュ－」 | 甲斐よしひろ | 甲斐よしひろ | 5:54 |
| 9.                                             | 「夜にもつれて (SINGLE VERSION)」(Bonus Track)       | 甲斐よしひろ | 甲斐よしひろ | 3:32 |
| 10.                                            | 「スロー・キス (SINGLE VERSION)」(Bonus Track)       | 甲斐よしひろ | 甲斐よしひろ | 2:54 |
| 11.                                            | 「レイン (DEMO VERSION)」(Bonus Track)               | 甲斐よしひろ | 甲斐よしひろ | 4:02 |
| 合計時間:                                      | 合計時間:                                            | 52:12        |              |      |

## 参加ミュージシャン
| イエロー・キャブ - Drums：青山純 - Bass：富倉安生 - Synth：松田真人, 中西康晴 - Vibra Slap, Cabasa：浜口茂外也 - Flugel Horn：ランディー・ブレッカー - Sampling Kick：アーティー・スミス - Synth and Sequencer Programming：椎名和夫, 迫田到, 根岸貴幸 - Sequencer and Drum Machine Programming：竹田元 ブルー・シティー - Drums：青山純 - Bass：伊藤広規 - Guitar：田中一郎, 北島健二 - Electric Violin：篠崎正嗣 - Cowbell, Chromatic Bell, Cuban Guiro, Tambourine：浜口茂外也 - Backing Vox：芳野藤丸, 渡辺直樹 - Synth and Sequencer Programming：椎名和夫, 迫田到 電光石火BABY - Drums：青山純 - Talking Drum：椎名和夫 - Guitar：北島健二 - Conga, Tambourine：浜口茂外也 - Sampling Snare Drum：アーティー・スミス - Backing Vox：イブ - Synth and Sequencer Programming：椎名和夫, 都丸雄一 クール・イブニング - Bass：富倉安生 - Guitar：北島健二 - Synth：難波弘之 - Sax：ジェイク・H・コンセプション - Sampling Snare Drum：アーティー・スミス - Backing Vox：シンディ, 佐々木久美 - Synth and Sequencer Programming：根岸貴幸 | レイン - Drums：青山純 - Talking Drum：甲斐よしひろ, 椎名和夫 - Bass：伊藤広規 - Guitars：椎名和夫, 角田順 - Electric Piano, Synth：難波弘之 - Cabasa, Conga, Claves, Wind Chime, Tambourine and Wood Block：浜口茂外也 - Sampling Snare Drum：アーティー・スミス - Backing Vox：甲斐よしひろ, 門あさ美 - Synth and Sequencer Programming：椎名和夫 夜にもつれて - Tambourine：浜口茂外也 - Sampling Kick：アーティー・スミス - Sampling Guitar：田中一郎 - Backing Vox：イブ - Synth, Sequencer Programming and Drum Machine：椎名和夫, 都丸雄一 モダン・ラブ - Drums：青山純 - Additional Drums：山木秀夫 - Guitars：北島健二 - Synth：松田真人 - Bongo, Cabasa, Cowbell and Vibra Slap：浜口茂外也 - Sampling Kick and Snare Drum：アーティー・スミス - Backing Vox：芳野藤丸, 渡辺直樹, 椎名和夫 - Synth and Sequencer Programming：椎名和夫, 都丸雄一 441 WEST 53rd ST. －エキセントリック・アベニュ－ - Drums：青山純 - Bass：伊藤広規 - Guitars：北島健二, 斉藤英夫 - Synth：難波弘之 - Backing Vox：芳野藤丸, 渡辺直樹, 椎名和夫 - Synth and Sequencer Programming：椎名和夫 |